# Kanton Oullins
Kanton Oullins (francouzsky Canton d'Oullins) je francouzský kanton v departementu Rhône v regionu Rhône-Alpes. Tvoří ho pouze město Oullins.